# Nau del Port (Roses)
El Nau del Port és un edifici del municipi de Roses (Alt Empordà) que forma part de l'Inventari del Patrimoni Arquitectònic de Catalunya. És una edificació situada a la cruïlla de l'avinguda de Rhode i la carretera del Far, davant de la rotonda del moll comercial del port, dintre del nucli urbà.

## Descripció
Es tracta d'un edifici aïllat, tot i que per la part posterior se li adossa una altra nau de dimensions més petites. És de planta rectangular amb l'eix més llarg perpendicular al mar. Consta d'una sola planta, de gran alçada, coberta amb una teulada a dues vessants de plaques de fibrociment. Presenta una porta d'arc rebaixat a la façana principal, orientada a mar, i dues més a la paret lateral de llevant, una d'arc rebaixat i l'altra rectangular. Les finestres presents a totes les façanes són també rectangulars i algunes són posteriors a la construcció de l'edifici. Els paraments exteriors presenten la pedra vista, indicant-nos així que la construcció fou bastida amb pedra de diverses mides, sense treballar i lligada amb morter.

## Història
És una nau bastida cap a l'any 1921. Era propietat de la societat Bucknall, Schcotz & Co., amb seu a Sant Feliu de Guíxols. Va ser projectada en una època de creixement del port de Roses gràcies al comerç de cabotatge.